# Bennihalli, Chikodi
Bennihalli là một làng thuộc tehsil Chikodi, huyện Belgaum, bang Karnataka, Ấn Độ.